# Миколо-Бабанська сільська рада
| Миколо-Бабанська сільська рада — колишній орган місцевого самоврядування у Бобринецькому районі Кіровоградської області з адміністративним центром у с. Миколо-Бабанка. Сільській раді підпорядковані населені пункти: - с. Миколо-Бабанка - с. Проскурівка - с. Сорочанове |

## Склад ради
Рада складалася з 12 депутатів та голови.

### Керівний склад ради
| ПІБ                         | Основні відомості                                                         | Дата обрання | Дата звільнення |
| --------------------------- | ------------------------------------------------------------------------- | ------------ | --------------- |
| Літовка Лідія Станіславівна | Сільський голова, 1948 року народження, освіта, член Партії регіонів      | 26.03.2006   | 31.10.2010      |
| Карась Олена Анатоліївна    | Сільський голова, 1987 року народження, освіта вища, член Партії регіонів | 31.10.2010   |                 |

Примітка: таблиця складена за даними джерела

## Населення
Згідно з переписом УРСР 1989 року чисельність наявного населення сільської ради становила 954 особи, з яких 452 чоловіки та 502 жінки.
За переписом населення України 2001 року в сільській раді мешкали 832 особи.

### Мова
Розподіл населення за рідною мовою за даними перепису 2001 року:
| Мова       | Відсоток |
| ---------- | -------- |
| українська | 96,51 %  |
| російська  | 2,16 %   |
| молдовська | 1,32 %   |